# Porta di Graach
La Porta del Graach (in tedesco: Graacher Tor) è l'ultima porta della città tedesca di Bernkastel-Kues. Il nome Graach si riferisce al vicino villaggio di Graach. 

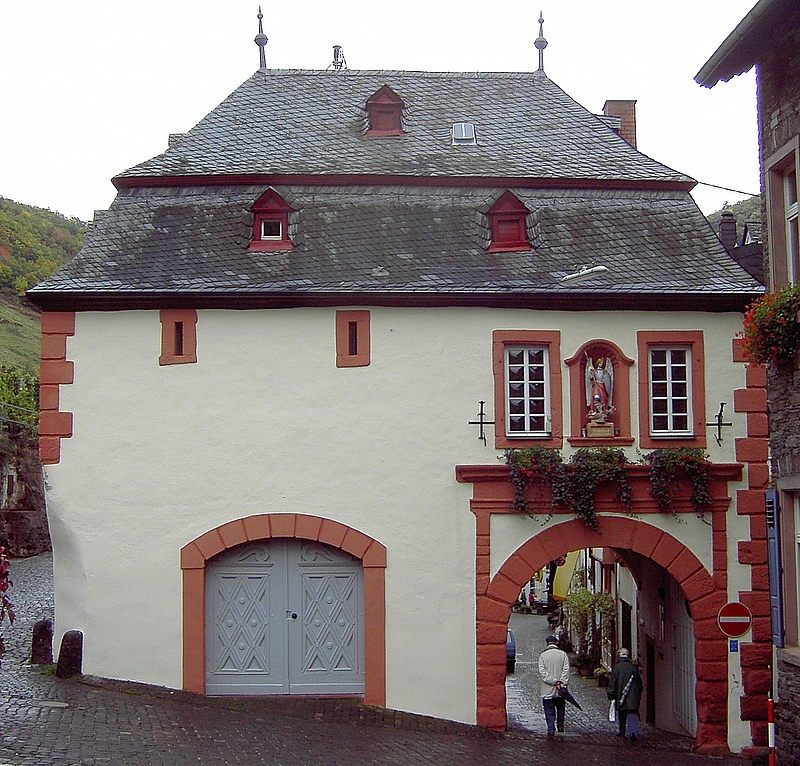
Porta di Graach

Attualmente l'edificio è utilizzato come museo di storia locale.

## Storia della porta
La porta Graach fu costruita nel 1300 come parte di una cinta muraria che proteggeva la città di Bernkastel dall'aggressione straniera. Nel 1689 fu parzialmente distrutto dalle truppe francesi sotto Luigi XIV di Francia.
All'inizio del XVIII secolo la porta fu ricostruita e dal 1714 fu utilizzata come prigione. Più tardi divenne un ostello per i senzatetto.

## Architettura
Il cancello ha un passaggio integrato costruito in stile barocco con un tetto mansardato creato nel 18 ° secolo. 